# Корсел Мјело
Корсел Мјело (фр. Corcelle-Mieslot) насеље је и општина у источној Француској у региону Франш-Конте, у департману Ду која припада префектури Безансон.
По подацима из 2011. године у општини је живело 109 становника, а густина насељености је износила 16,98 становника/km². Општина се простире на површини од 6,42 km². Налази се на средњој надморској висини од 234 метара (максималној 444 m, а минималној 232 m).

## Демографија
| 1962. | 1968. | 1975. | 1982. | 1990. | 1999. | 2011. |
| ----- | ----- | ----- | ----- | ----- | ----- | ----- |
| 41    | 45    | 42    | 55    | 88    | 83    | 109   |

График промене броја становника у току последњих година